# Węgrzynowo (gromada)
Węgrzynowo – dawna gromada, czyli najmniejsza jednostka podziału terytorialnego Polskiej Rzeczypospolitej Ludowej w latach 1954–1972.
Gromady, z gromadzkimi radami narodowymi (GRN) jako organami władzy najniższego stopnia na wsi, funkcjonowały od reformy reorganizującej administrację wiejską przeprowadzonej jesienią 1954 do momentu ich zniesienia z dniem 1 stycznia 1973, tym samym wypierając organizację gminną w latach 1954–1972.
Gromadę Węgrzynowo z siedzibą GRN w Węgrzynowie utworzono – jako jedną z 8759 gromad na obszarze Polski – w powiecie makowskim w woj. warszawskim, na mocy uchwały nr VI/10/6/54 WRN w Warszawie z dnia 5 października 1954. W skład jednostki wszedł obszar dotychczasowej gromady Szlasy-Łozino ze zniesionej gminy Płoniawy w powiecie makowskim oraz obszary dotychczasowych gromad Szczuki, Szlasy Bure, Bogdalec, Kalinowiec, Węgrzynowo i Węgrzynówek ze zniesionej gminy Krasne w powiecie ciechanowskim (woj. warszawskie). Dla gromady ustalono 22 członków gromadzkiej rady narodowej.
31 grudnia 1959 do gromady Węgrzynowo przyłączono obszar zniesionej gromady Młodzianowo w tymże powiecie (bez wsi Budzyno-Nawiry, Obiecanowo, Popielarka i Krzyżewo Nadrzeczne).
Gromada przetrwała do końca 1972 roku, czyli do kolejnej reformy gminnej.